# B4 Bay 04
Die B4 Bay 04 waren Abteilwagen, welche ursprünglich als Gattung ABB für die Pfälzischen Eisenbahnen gebaut wurden. Diese Wagenbauart ist im Pfälzischen Wagenverzeichnis von 1913 auf Blatt 11 dargestellt. Bis auf die unterschiedliche Form der Handbremse – hier Freisitzbremse, dort hochgesetztes Bremserhaus – sind die Wagen in Aufbau und Ausstattung identisch.

## Geschichte / Beschaffung
Wie bei den meisten süddeutschen Eisenbahngesellschaften war auch bei den Pfälzischen Eisenbahnen der Abteilwagen der vorherrschende Wagentyp, bis zu den 1890er-Jahren allerdings nur als Zwei- und Dreiachser. Mit dem Aufkommen der überregionalen Reise- und Schnellzüge – seit 1895 fuhren auch internationale Schnellzüge durch die Pfalz – ergab sich für die Direktion der Pfalzbahn die Notwendigkeit, passendes Wagenmaterial zu beschaffen, dies auch im Hinblick auf den mit den benachbarten Bahnen vereinbarten Wagenausgleich.
Für den gehobenen Reise- und Schnellzugverkehr wurden daher 1904 bei der Waggonfabrik Rastatt insgesamt 6 Wagen für die erste und zweite Klasse beschafft. Mit der Übernahme der Pfalzbahnen durch die Königlich Bayerischen Staatsbahnen 1909 wurden auch diese Wagen übernommen und der Direktion Ludwigshafen der K.B.Sts.E.B. zugewiesen.

## Verbleib
Mit der Übernahme der Pfalzbahnen durch die Königlich Bayerischen Staatsbahnen 1909 wurden auch diese Wagen übernommen und der Direktion Ludwigshafen der K.B.Sts.E.B. zugewiesen. Mit dem Übergang zur Reichsbahn 1920 wurden die Abteile der ersten Klasse in solche der zweiten umgezeichnet und die Wagen erhielten die Gattungsbezeichnung B4 Bay 04. Der weitere Verbleib ist unklar, da bei der DRG die Wagen der ehemals Pfälzischen Eisenbahnen nicht gesondert aufgeführt wurden. Im Verzeichnis der Reichsbahn von 1930 wird ein Gesamtbestand von sechs Wagen der Gattung B4 Bay 04 angegeben.

## Konstruktive Merkmale

### Untergestell
Der Rahmen bestand aus genieteten Walzprofilen. Die äußeren Längsträger hatten eine U-Form mit nach außen zeigenden Flanschen. Zur Unterstützung des Wagenkastens und auf Grund des großen Drehzapfenabstandes wurde ein Sprengwerk aus Profilen und Säulenständern in der Ebene der äußeren Längsträger eingebaut. Als Zugeinrichtung hatten die Wagen Schraubenkupplungen mit Sicherheitshaken nach VDEV, die Zugstange war durchgehend und mittig gefedert. Als Stoßeinrichtung besaßen die Wagen Stangenpuffer mit einer Einbaulänge von 650 mm, die Pufferteller hatten einen Durchmesser von 370 mm. Diese wurden später teilweise durch Hülsenpuffer ersetzt.

### Laufwerk
Die Wagen hatten Drehgestelle bayerischer Bauart mit kurzem Radstand und aus Blechen und Winkeln genietetem Rahmen. Gelagert waren die Achsen in Gleitachslagern. Die Räder hatten Speichenradkörper und einen Raddurchmesser von 1.014 mm.
Bremse: Druckluftbremse System Schleiffer, Handbremse im hochgesetzten Bremserhaus.

### Wagenkasten
Rohbau: Wagenkastengerippe aus Holz, außen mit Blech und innen mit Holz verkleidet. Seitenwände an den Unterseiten leicht eingezogen, Tonnendach. Hochgesetztes Bremserhaus, beidseitig zugänglich, mit flach gewölbtem Dach. Kein Übergang an den Stirnseiten.

### Ausstattung
Innenraum: insgesamt sieben Abteile, zwei der 1. und fünf der 2. Klasse. Abteile der 1. Klasse in der Wagenmitte. Insgesamt drei Toiletten mit Waschgelegenheiten. Durch seitliche Durchgänge konnte man von jedem Abteil eine der Toiletten erreichen. Der Wagen hatte gepolsterte Sitzbänke.
Heizung: Die Fahrzeuge verfügten über eine Dampfheizung. Lüftung: statische Lüfter auf dem Dach. Beleuchtung: ursprünglich erfolgte die Beleuchtung durch Gas, der Vorratsbehälter hing in Wagenlängsrichtung am Rahmen. Später teilweise elektrische Beleuchtung.

## Bemerkung
Mit dem Übergang zur DRG wurden die beiden Abteile der 1. Klasse ohne Änderung der Sitzaufteilung zu solchen der 2. Klasse umgezeichnet und die Wagen erhielten eine geänderte Gattungsbezeichnung.

## Skizzen, Musterblätter, Fotos

Ansicht zu Blatt 11 aus dem WV von 1913

## Wagennummern
Die Daten sind dem Wagenpark-Verzeichnis der Kgl.Bayer.Staatseisenbahnen – Pfälzisches Netz, aufgestellt nach dem Stande vom 31. März 1913, sowie den Büchern von Emil Konrad (Reisezugwagen der deutschen Länderbahnen, Band II) und  Albert Mühl (Die Pfalzbahn) entnommen.
| Blatt-Nr. Herstelld.         | Blatt-Nr. Herstelld.         | Blatt-Nr. Herstelld.         | Gattungszeichen je Epoche Wagennummern je Epoche (mit Direktionsangaben) | Gattungszeichen je Epoche Wagennummern je Epoche (mit Direktionsangaben) | Gattungszeichen je Epoche Wagennummern je Epoche (mit Direktionsangaben) | Gattungszeichen je Epoche Wagennummern je Epoche (mit Direktionsangaben) | Gattungszeichen je Epoche Wagennummern je Epoche (mit Direktionsangaben) | Gattungszeichen je Epoche Wagennummern je Epoche (mit Direktionsangaben) | Gattungszeichen je Epoche Wagennummern je Epoche (mit Direktionsangaben) | Gattungszeichen je Epoche Wagennummern je Epoche (mit Direktionsangaben) | Fahrwerk / Ausstattung (siehe jeweilige Legende) | Fahrwerk / Ausstattung (siehe jeweilige Legende) | Fahrwerk / Ausstattung (siehe jeweilige Legende) | Fahrwerk / Ausstattung (siehe jeweilige Legende) | Fahrwerk / Ausstattung (siehe jeweilige Legende) | Fahrwerk / Ausstattung (siehe jeweilige Legende) | Fahrwerk / Ausstattung (siehe jeweilige Legende) | Fahrwerk / Ausstattung (siehe jeweilige Legende) | Fahrwerk / Ausstattung (siehe jeweilige Legende) | Fahrwerk / Ausstattung (siehe jeweilige Legende) | Fahrwerk / Ausstattung (siehe jeweilige Legende) | Zusatzinfos    | Zusatzinfos                 |
| Bau- jahr                    | Her- steller                 | Anz.                         | ab 1894                                                                  | ab 1907                                                                  | Rep. (1919)                                                              | DR (ab 1923)                                                             | DRG (ab 1930)                                                            | DRG n. Umbau                                                             | Ausge- mustert                                                           | letzt. Heimat-Bf.                                                        | Anz. Ach- sen                                    | Brem- sen                                        | Bl.                                              | Hz.                                              | Art u.Anz. Abteile (Sitze je Klasse)             | Art u.Anz. Abteile (Sitze je Klasse)             | Art u.Anz. Abteile (Sitze je Klasse)             | Art u.Anz. Abteile (Sitze je Klasse)             | Art u.Anz. Abteile (Sitze je Klasse)             | Mil.                                             | Mil.                                             | Sig- nal- hlt. | Bemer- kung                 |
| Blatt-Nr. aus WV von Gattung | Blatt-Nr. aus WV von Gattung | Blatt-Nr. aus WV von Gattung | 1901 ABB                                                                 | 11 1913 ABB                                                              |                                                                          | B4 Bay 04                                                                | B4 Bay 04                                                                |                                                                          |                                                                          |                                                                          |                                                  |                                                  |                                                  |                                                  | A                                                | 1.                                               | 2.                                               | 3.                                               | 4.                                               | O                                                | M                                                |                | Beschaffung der Ludwigsbahn |
| ---------------------------- | ---------------------------- | ---------------------------- | ------------------------------------------------------------------------ | ------------------------------------------------------------------------ | ------------------------------------------------------------------------ | ------------------------------------------------------------------------ | ------------------------------------------------------------------------ | ------------------------------------------------------------------------ | ------------------------------------------------------------------------ | ------------------------------------------------------------------------ | ------------------------------------------------ | ------------------------------------------------ | ------------------------------------------------ | ------------------------------------------------ | ------------------------------------------------ | ------------------------------------------------ | ------------------------------------------------ | ------------------------------------------------ | ------------------------------------------------ | ------------------------------------------------ | ------------------------------------------------ | -------------- | --------------------------- |
| 1905                         | Rast.                        | 6                            | 13                                                                       | 13                                                                       |                                                                          |                                                                          |                                                                          |                                                                          |                                                                          |                                                                          | 4                                                | Brh; Sbr;                                        | EL                                               | D                                                | 3                                                | 2 (10)                                           | 5 (34)                                           |                                                  |                                                  | 34                                               |                                                  |                |                             |
| 1905                         | Rast.                        | 6                            | 22                                                                       | 22                                                                       |                                                                          |                                                                          |                                                                          |                                                                          |                                                                          |                                                                          | 4                                                | Brh; Sbr;                                        | EL                                               | D                                                | 3                                                | 2 (10)                                           | 5 (34)                                           |                                                  |                                                  | 34                                               |                                                  |                |                             |
| 1905                         | Rast.                        | 6                            | 23                                                                       | 23                                                                       |                                                                          |                                                                          |                                                                          |                                                                          |                                                                          |                                                                          | 4                                                | Brh; Sbr;                                        | EL                                               | D                                                | 3                                                | 2 (10)                                           | 5 (34)                                           |                                                  |                                                  | 34                                               |                                                  |                |                             |
| 1905                         | Rast.                        | 6                            | 26                                                                       | 26                                                                       |                                                                          |                                                                          |                                                                          |                                                                          |                                                                          |                                                                          | 4                                                | Brh; Sbr;                                        | EL                                               | D                                                | 3                                                | 2 (10)                                           | 5 (34)                                           |                                                  |                                                  | 34                                               |                                                  |                |                             |
| 1905                         | Rast.                        | 6                            | 27                                                                       | 27                                                                       |                                                                          |                                                                          |                                                                          |                                                                          |                                                                          |                                                                          | 4                                                | Brh; Sbr;                                        | EL                                               | D                                                | 3                                                | 2 (10)                                           | 5 (34)                                           |                                                  |                                                  | 34                                               |                                                  |                |                             |
| 1905                         | Rast.                        | 6                            | 34                                                                       | 34                                                                       |                                                                          |                                                                          |                                                                          |                                                                          |                                                                          |                                                                          | 4                                                | Brh; Sbr;                                        | EL                                               | D                                                | 3                                                | 2 (10)                                           | 5 (34)                                           |                                                  |                                                  | 34                                               |                                                  |                |                             |